# Kasper Kazimierz Cieciszowski
Kasper Kazimierz Cieciszowski (Ozorów, 12 gennaio 1745 – Luc'k, 28 aprile 1831) è stato un arcivescovo cattolico polacco.

## Biografia
Studiò teologia a Roma, dove fu ordinato prete da papa Clemente XIII.
Fu canonico metropolitano di Varsavia e abate commendatario di Miechów.
Nel 1775 fu eletto vescovo titolare di Teveste in partibus e coadiutore di Kiev e Černihiv; alla morte di Ignacy Franciszek Ossoliński, nel 1794, gli succedette come vescovo residenziale.
Membro del Sejm dei quattro anni, sostenne l'adozione della costituzione del 3 maggio 1791.
Fu trasferito alla sede di Luc'k e Žytomyr nel 1798 e nel 1828 passò alla sede metropolitana di Mahilëŭ.
Fu membro degli ordini cavallereschi di Santo Stanislao e dell'Aquila Bianca.

## Genealogia episcopale e successione apostolica
La genealogia episcopale è:
- Cardinale Scipione Rebiba
- Cardinale Giulio Antonio Santori
- Cardinale Girolamo Bernerio, O.P.
- Vescovo Claudio Rangoni
- Arcivescovo Wawrzyniec Gembicki
- Arcivescovo Jan Wężyk
- Vescovo Piotr Gembicki
- Vescovo Jan Gembicki
- Vescovo Bonawentura Madaliński
- Vescovo Jan Małachowski
- Arcivescovo Stanisław Szembek
- Vescovo Felicjan Konstanty Szaniawski
- Vescovo Andrzej Stanisław Załuski
- Arcivescovo Adam Ignacy Komorowski
- Arcivescovo Władysław Aleksander Łubieński
- Vescovo Andrzej Stanisław Młodziejowski
- Arcivescovo Kasper Kazimierz Cieciszowski

La successione apostolica è:
- Vescovo Michal Pałucki (1792)
- Vescovo Hieronim Stojnowski (1808)
- Vescovo Franciszek Borgiasz Mackiewicz (1817)